# ペッラ
ペッラ（伊: Pella）は、イタリア共和国ピエモンテ州ノヴァーラ県にある、人口約900人の基礎自治体（コムーネ）。

## 地理

### 位置・広がり
| 隣接するコムーネは以下の通り。括弧内のVBはヴェルバーノ・クジオ・オッソラ県所属を示す。 - チェーザラ (VB) - マドンナ・デル・サッソ (VB) - ノーニオ (VB) - オルタ・サン・ジューリオ - ペッテナスコ - サン・マウリーツィオ・ドパーリオ |

## 行政

### 分離集落
ペッラには、以下の分離集落（フラツィオーネ）がある。
- Alzo, Monte San Giulio, Ronco, Ventraggia